# Ottleya oroboides
Ottleya oroboides là một loài thực vật có hoa trong họ Đậu. Loài này được (Kunth) D.D.Sokoloff mô tả khoa học đầu tiên.